# Ожигівці

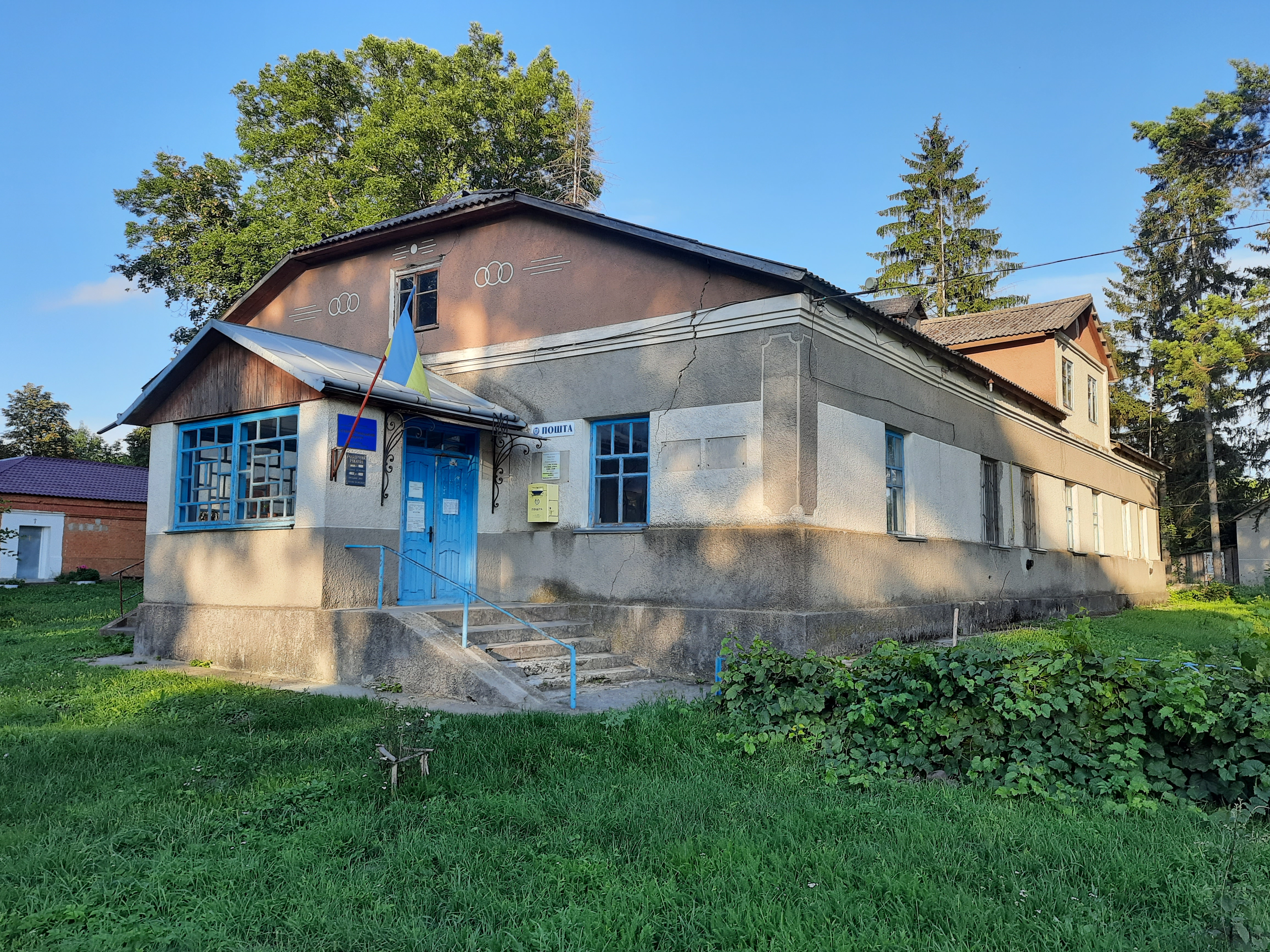
Старостат, поштове відділення

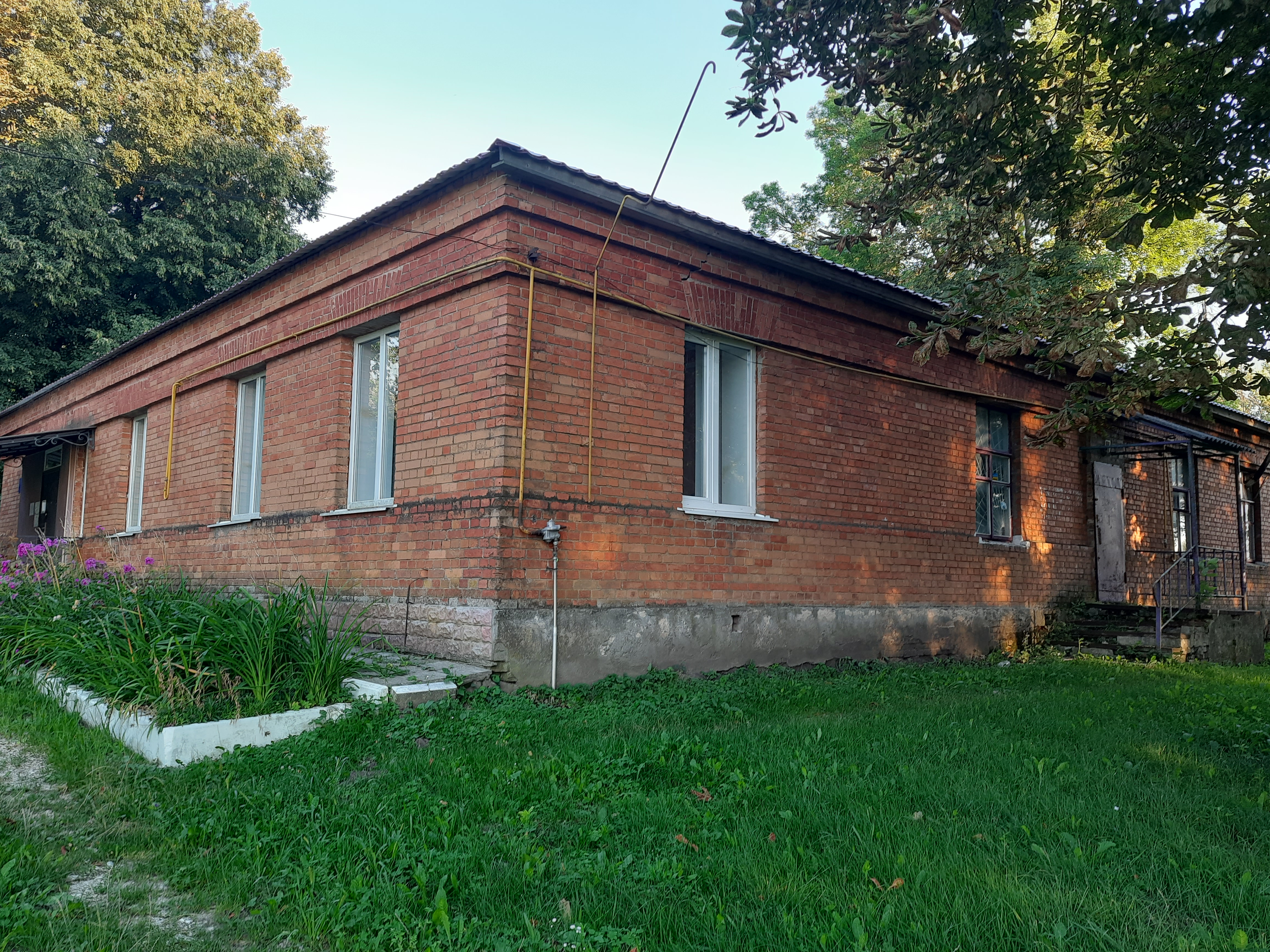
Будівля колишньої прикордонної застави

Ожи́гівці— село в Україні, у Волочиській міській громаді Хмельницького району Хмельницької області. Населення становить 413 осіб.

## Розташування та географія місцевості
Село розташоване на лівому березі річки Збруч за 12 кілометрів від центру громади та залізничної станції Волочиськ на лінії Хмельницький — Тернопіль.

## Назва
Існують різні тлумачення назви села Ожигівці. Одні твердять, що назва походить від складових слів «ожина» і «вівці». Більш достовірні джерела свідчать, що назва походить від слова «обжигать» (цеглу, гончарні вироби). А ще, за тлумаченням літописця Степана Левицького, назва цього села походить від слова «гожий», тобто гарний, красивий і «овци», вівці, які паслись на безмежних полях отарами.

## Символіка
Затверджена 16 травня 2018 р. рішенням № 9-38/2018 XXXVIII сесії міської ради VII скликання. Автори — В. М. Напиткін, К. М. Богатов, О. Л. Кравчук, С. В. Криворучко, Т. Л. Державець, В. В. Білокриницький, О. В. Пшедзял, Л. І. Фрезюк, В. І. Фрезюк, В. В. Школьник, С. П. Сеник, Г. Є. Кравчук, В. А. Кулик. Герб є промовистим.

### Герб
Щит перетятий хвилясто на червоне муроване і срібне поля. В першій частині срібна голова вівці, супроводжувана в главі справа золотим безантом, у главі зліва золотим глечиком. В другій частині червоний якір в стовп, супроводжуваний по сторонам чорними смолоскипами із золотим полум'ям із червоною облямівкою, поставленими в стовп. Щит вписаний в декоративний картуш і увінчаний золотою сільською короною. Унизу картуша напис «ОЖИГІВЦІ».
Овеча голова відображає одну з версій про походження назви села («гожі»), мурована частина — ще одна версія походження назви («обжигати») цеглу. Безант (монета) — символ ярмарків, що відбувалися в селі, глечик — символ гончарних промислів. Якір означає, що в давнину село було портовим, смолоскипи — легенду про підземний хід до Токів.

### Прапор
Квадратне полотнище поділене хвилясто горизонтально на рівновеликі червону, муровану чорним, і білу смуги. В центрі верхньої смуги біла голова вівці, у древковій верхній частині жовтий круг, у вільній верхній частині жовтий глечик. В центрі нижньої частини червоний вертикальний якір, по сторонам від якого чорні вертикальні смолоскипи із жовтим полум'ям з червоною облямівкою.

## Адміністративно-територіальна одиниця
- 1796 — 1879 центр однойменної волості Старокостянтинівського повіту Волинської губернії Російської імперії.
- 1879 — 1923 містечко Авратинської волості Старокостянтинівського повіту
- 1923 — 1930 село Волочиського району Проскурівської округи Подільської губернії Української СРР.
- 1935 — 1937 село Волочиського району Проскурівського округу Вінницької області УСРР.
- 1937 — 1954 село Волочиського району Кам'янець-Подільської області.
- 1954 — 1991 село Волочиського району Хмельницької області Української СРР.
- 1991 і до тепер — село Волочиського району Хмельницької області України

## Історична довідка

### У складі Королівства Ягеллонів, Османської імперії і Речі Посполитої
Перша згадка про древнє поселення Ожигівці датується 30 березня 1430 року, коли воно було подароване великим князем литовським Свидригайло пану Івану Макосікевичу, нащадки якого стали називати себе князями Збаразькими. Поселення було центром Ожиговецького ключа (повіту), що сягав верхів'я Південного Бугу.
У минулому Ожигівці були містечком. До складу Ожиговецького маєтку входили населені пункти Нова Гребля (в даний час Збручівка), Соболівка, хутір Почапинці. Здавна до нього було приписане село Токи теперішнього Підволочиського району Тернопільської області як передмістя і мало назву Пригородок.
З документів 1463 року відомо, що Ожигівці тоді належали Андрію Збаразькому. Потім село перейшло у власність до його дружини Ганни Гербуртівни. Вона подарувала Ожигівці, названі Новим Збаражем, наймолодшому синові Михайлові.
Поселення Ожигівці згадується як містечко у 1545 році. За словами літописця Степана Левицького, у 1596 році містечко було торговельним — тут відбувались великі ярмарки, куди з'їжджались закордонні купці, які закуповували і відправляли за кордон цілими отарами вівці. Підтримувалися торговельні зв'язки з іншими містами. Збереглись перекази про річковий торговельний шлях по Збручу з пристанню в селі Яхнівці. Це свідчить про те, що в умовах розвитку феодальних відносин Новий Збараж поступово переріс у ремісничо-торговельний осередок і адміністративний центр волості, до складу якої входило декілька сіл і замок на півострові, який омивався з трьох сторін водами Збруча.
Селяни платили численні податки (надимне) державі і феодалам. Так, у 1583 році з містечка Новий Збараж князь Степан Касозький брав податок з 247 димів. Тоді ж, як для порівняння, у містечку Волочиськ, яке належало князю Владиславу Збаразькому, платили такий же податок з 135 димів. Про величину тогочасних Ожигівців можна судити хоча б з того, що в 1583 році біля ринку в центрі містечка було 52 будівлі. Тут відбувалися не лише великі ярмарки. Люди збиралися сюди і для щоденної торгівлі. Від ринку розходилися вулиці, на яких були крамниці і склади, будинки торговців, ремісників та їх майстерні. Головні вулиці вели до двох міських воріт.

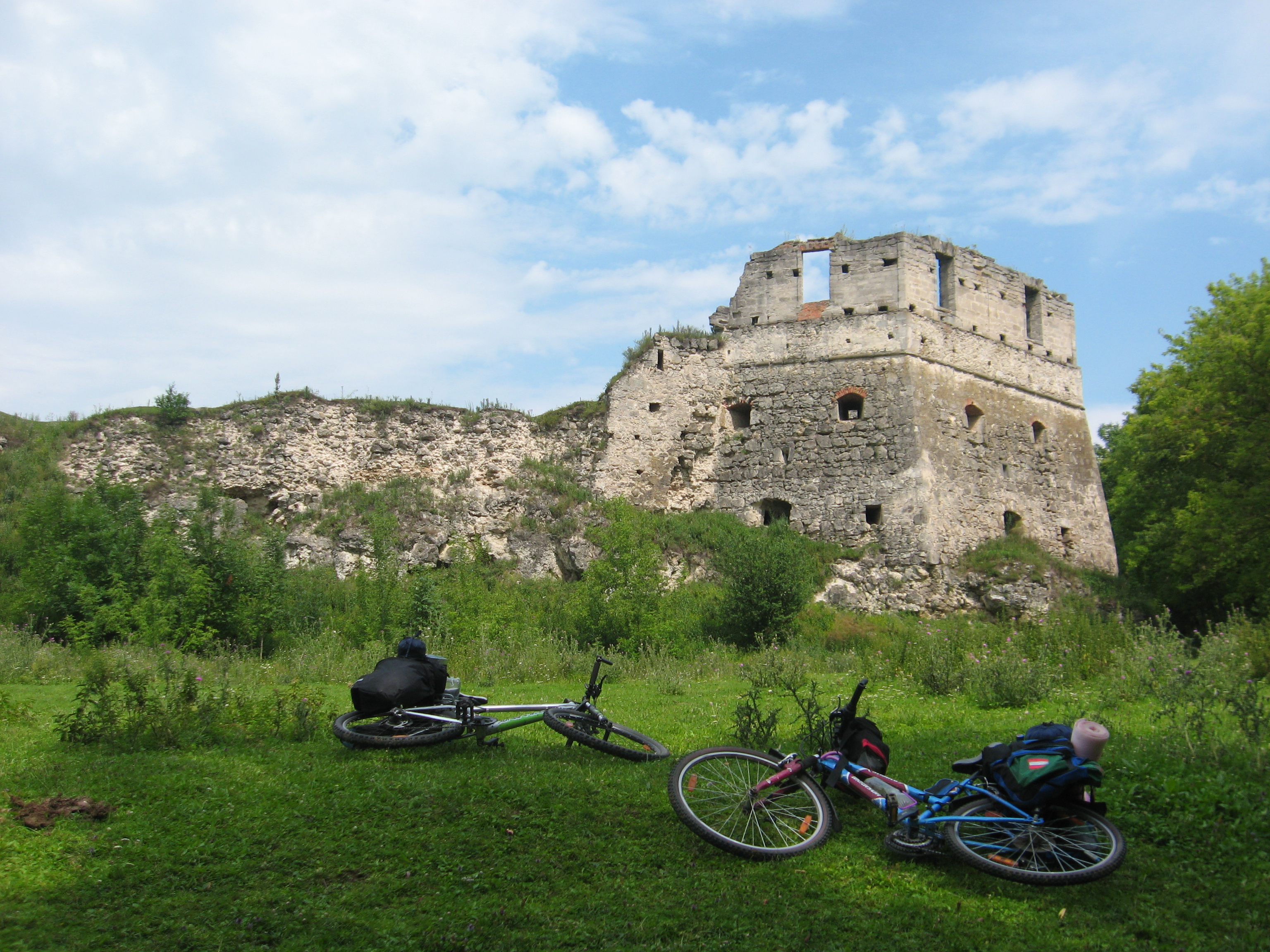
Сучасний вигляд замку

Спорудження Новозбаразького замку, який мав стратегічне значення, згадується в історичних джерелах кінця XVI — початку XVII століття. Сама місцевість наче запрошувала побудувати над Збручем укріплення, яке б служило надійним захистом від ворогів. Щоб надати споруді могутності і неприступності, перед замком вибрали стільки землі і каменю, що води ставу підступили до самих кам'яних скель, використаних як фундамент. Башти замку з'єднувалися між собою оборонними мурами. Східну башту до основи розібрали під час Першої світової війни (під час перебування російської армії проклали дорогу між Волочиськом і Підволочиськом), а західну вже в 1950-х роках. Збереглися перекази про підземний перехід до замку від Яхновецького лісу. Він був у висоту майже на повний зріст людини і на його стінах на певній відстані одна від одної розміщувались чаші, у які вставляли смолоскипи у вигляді теперішніх свічок для освітлення. Ще й досі у різних місцях Ожигівців дають про себе знати ями, льохи, підземні ходи.
Населення Ожигівців становило на той час понад 3000 мешканців. Передмістя та фільварок — територія сучасного села Токи Підволочиського району Тернопільської області — понад 500 мешканців. А всього в Ожиговецькій волості було 1075 димів (будинків) та 15 поселень. Є всі підстави стверджувати, що вже в 1613 році місто користувалося магдебурзьким правом.
У 1613 році власниками Новозбаразької волості стали князі Вишневецькі. Вони відновили назву «Ожигівці». Документи свідчать і про те, що в 1618 році містечко Ожигівці зазнало турецько-татарського нападу, було зруйноване і відтоді «не піднеслося», втративши значення торгового міста. Завдяки працьовитим людям воно відбудувалося, проте жило під постійною загрозою нападів та під тягарем поневолювачів.
Згадуються Ожигівці і в історичних документах про визвольну війну українського народу 1648—1654 років. Тут зустрічався Богдан Хмельницький з кримським ханом, союзником козаків у битві поблизу Берестечка. У переказах збереглись назви козацьких доріг, могил та насипів, які були на навколишній території. Довгий час над Збручем при виїзді з села, врісши глибоко в землю, стояв кам'яний хрест. Це місце здавна носило назву «збірна могила». В Ожигівцях поширена легенда про те, що колись над Збручем була церква, яка під час богослужіння провалилася з людьми в безодню. Можливо, що під час нападу ворога люди ховалися за захисними стінами культового приміщення, яке могло й провалитися. Загадковим був невеликий насип-горбок на березі Збруча біля колишнього в'їзду в замок. У 1962 році його розрівняли бульдозером під час будівництва мосту на Збручі і знайшли чимало людських скелетів, розміщених на різній глибині. У розритій могилі були також знищені корозією металеві предмети, різні черепки та монети. Історія цього поховання невідома. Є лише дані, що за цим горбком, за Збручем, стояв костел, на який свого часу була перероблена башта старого замку-фортеці. Ще одна церква була збудована з південного боку села. За словами старожилів, вона збудована у 1830—1850 роках з червоної цегли, яку завозили з села Шельпак.
Після закінчення визвольної війни українського народу (1648—1654 р.р.) Ожигівці залишилися і надалі під владою Польщі.
Князь Михайло Сервацій Вишневецький (помер 1744 року) був останнім чоловіком в роді Вишневецьких. Ожиговецьку волость отримала у посаг його онука Єлизавета Агінська, яка вийшла заміж за Михайла Вільгорського 1754 року. Маєток був поділений і в 1764 році Ожигівці та інші села було продано литовському хорунжому графу Чернецькому, який мав свою резиденцію в замку.
В історичних джерелах 1764 року передмістя, на якому були ожиговецькі господарства — токи і жили люди, вперше згадується як село Токи.

### У складі Російської імперії
За першим поділом Речі Посполитої у 1772 році, Токи відійшли до імперії Габсбургів. Східним кордоном Австрійської імперії стала річка Збруч. Ожигівці залишилися у складі Речі Посполитої, а після другого поділу (1793 рік) відійшли до Російської імперії. Припинилися торговельні зв'язки, і з того часу Ожигівці почали втрачати славу своїх ярмарків, значення торгового центру. В основному місцеві жителі і новоприбулий люд займались землеробством. Ожигівці набули суто сільськогосподарського значення, але ще десятиліттями вважалося прикордонним містечком над Збручем.
І нині лише назва частини села Токи біля руїн старовинного замку — Пригородок — нагадує про те, що поруч було місто Ожигівці.
Архівний документ Хмельницького історичного музею свідчить, що у 1875 році в Ожигівцях було вперше відкрито сільське училище при православній церкві — 1 клас, у якому навчалося 47 хлопчиків і 11 дівчаток.
Жителі в основному займалися землеробством, але вся земля була поміщицька. Землевласник Малинський-Марк-Емануїл-Зот-Михайлович мав 1844 десятини землі.
Життя селян було важким. Крім поміщицького тягаря, над ними висів ще й церковний. Церкві належало 108 десятин землі. Частину цієї землі повинні були обробляти прихожани своїми знаряддями. Священик лише давав насіння на посів. Ця церква, за словами старожилів, була висвячена на Різдво Пресвятої Богородиці.
З 1809 по 1917 рік село Ожигівці належало графу Малинському І. П. Після повалення влади Тимчасового уряду в жовтні 1917 року жителі села стали розбирати поміщицьке майно, вирубали навколишній ліс.
7 (20) листопада 1917 року, відповідно до Третього Універсалу Української Центральної Ради, увійшло до складу Української Народної Республіки.
У лютому 1918 року село потрапило під австрійсько-німецьку окупацію. Гайдамаки, які прибули в село, наклали на жителів велику контрибуцію. Їх жорстока розправа з населенням стала причиною заворушення. Організатором боротьби селян проти гайдамаків став Пилип Ярмошко.

### Визвольні змагання. Радянська окупація
У 1919 році село зайняли радянські військовики, тому в червні цього ж року армія УНР тимчасово звільнила село. Під час боїв із українською армією з місцевих жителів формувалися загони колаборантів під керівництвом Ковальчука Зусима і Мосьондза Степана, які загинули в 1919 році під Гусятином.
У липні 1920 року село на короткий період знову потрапило під радянську окупацію. З середини вересня українці та поляки перейшли в контрнаступ і Червона Армія відступила. Оскільки польські правлячі кола не мали змоги продовжувати війну, вони, всупереч вимогам Атланти, 12 жовтня 1920 року підписали договір про перемир'я. Юзеф Пілсудський, відтягнувши сили за Збруч, залишив на зайнятій союзниками території війська Симона Петлюри. Але українським військовим не щастило розгорнути визвольні бої на Східній Україні, їх витіснили радянські війська, які 21 листопада 1920 року підійшли до Збруча. Це були останні години перебування на подільській землі українських військових частин.
На Збручі стали прикордонники: в Токах — польські, в Ожигівцях — радянські. З 18 березня 1921 року за Ризьким мирним договором Токи у складі Західної України відійшли до Польщі. Знову були поставлені прикордонні стовпи біля Збруча.
У 1921 році був створений комітет незаможних селян, очолюваний Садовським Степаном. Також для постачання армії організовувалася заготівля хліба. З райцентру до села були прикріплені уповноважені.
Пізніше в селі стали діяти медичний пункт та клуб, впроваджувалося обов'язкове початкове навчання дітей і приймалися заходи по ліквідації неписьменності серед населення. За переказами, першим директором школи був Чекерда.
У 1929 році біднотою був створений колгосп. Першим його головою було обрано вчителя Гранатира Романа Олексійовича. Головою сільради в Ожигівцях в той час був Винник Василь, який пізніше виїхав з села, був репресований і реабілітований посмертно в 1960-х роках. Активними депутатами і комсомольцями тоді були Мотря Петрівна Лаптута та Марія Тимофіївна Громська. Комсомольська організація в Ожигівцях існувала з 1927 року. Першим її секретарем був Гунько Григорій.
З часом зростала технічна оснащеність сільського господарства, почали зростати врожаї, але села не обминули репресії 30-х років та голодомор. Масова колективізація стала причиною розкуркулювання заможніших селян (надто багатих в селі не було) та їх висилки у північні райони країни. У пам'яті старожилів збереглися прізвища людей, яких було розкуркулено і сім'ями виселено: Ревуцька Оляна, Ковальчук Марія, Кашуба Олександр, Мельник Дмитро, Турта Данило. Настав страшний голод 1933 року. Точних даних про кількість жертв немає.

### Голодомор в Ожигівцях
За даними різних джерел в селі в 1932—1933 роках загинуло близько 20 чоловік. На сьогодні встановлено імена 9. Мартиролог укладений на підставі поіменних списків жертв Голодомору 1932—1933 років, складених Ожигівською сільською радою. Поіменні списки зберігаються в Державному архіві Хмельницької області.
- Громський Тимофій, 38 р., 1933 р., причина смерті від недоїдання
- Державець Терен, 42 р., 1932 р., причина смерті від недоїдання
- Крищук Ілля, 49 р., 1932 р., причина смерті від недоїдання
- Лоць Пилип Степанович, 42 р., 1932 р., причина смерті від недоїдання
- Мартинюк Гаврило, 57 р., 1932 р., причина смерті від недоїдання
- Панчук Дмитро, 54 р., 1932 р., причина смерті від недоїдання
- Редько Нестер, 50 р., 1933 р., причина смерті від недоїдання
- Сеник Михайло Лук'янович, 48 р., 1933 р., причина смерті від недоїдання
- Сеник Ольга Лук'янівна, 28 р., 1932 р., причина смерті від недоїдання

У 1937—1938 роках була розібрана досить гарна православна церква, яка могла б стати історичною пам'яткою. За словами старожилів, у церкві були дорогі ікони, а священик мав цінну бібліотеку, книги з якої були викинуті на вулицю та в рови. Лише дехто з письменних людей, боячись, підібрав якусь книгу. При церкві був чудовий сад з рідкісними деревами та кущами, який також було знищено, лише деякі кущі люди попересаджували до себе.
До німецько-радянської війни в колгоспі було побудовано ряд виробничих приміщень для утримання худоби, місцеву електростанцію, контору артілі, млин, склад зернотоку.
Найкращими виробничими ударницями на цей час були комсомолка Ковальчук Юстина, дочка багатодітної розкуркуленої вдови Ровенець Ганни та інші. У 1939 році найкращі колгоспники села Лаптута І. Т., Іванусь В. Г., Дзюг Г. відвідали Всесоюзну сільськогосподарську виставку в Москві.
В селі станом на 1 січня 1940 року був пологовий будинок на 3 місця, троє сезонних дитячих ясел, які обслуговували 135 дітей, один фельдшерський пункт, семирічна школа, у якій працювало 5 вчителів і навчалося 250 учнів.
В довоєнний період головою сільської ради в Ожигівцях був Садовський Степан Григорович, а секретарем працював Винник Федір Мартинович.

### Ожигівці під час Другої Світової війни та післявоєнні роки
З 5 липня 1941 року село перебувало під німецькою окупацією. За період окупації на примусові роботи до Німеччини було вивезено 135 чоловік, багато з яких не повернулося. Збитки, нанесені нацистськими окупантами, становили в той час 972500 карбованців.
У результаті Проскурівсько-Чернівецької операції військ 1-го Українського фронту 5 березня 1944 року село знову під владою СРСР.
В роки війни загинуло 104 ожигівчан, багато повернулося каліками і залишилось інвалідами до самої смерті. 152 чоловіка отримали радянські нагороди за участь у війні на боці СРСР.
В повоєнний час в селі проживало багато матерів і вдів, які не дочекалися з фронту синів і чоловіків. Було багато сиріт і майже в усіх сім'ях велика матеріальна скрута. З Ожигівців та усіх околиць лівобережжя Збруча люди обмінювали одяг та інші особисті речі на продукти у жителів приєднаної з 1939 року Західної України, у яких з продуктами було краще становище.
Відбудова колгоспу і рідного села відбувалась у важких умовах. Колгоспники передали артілі частину своєї худоби, землю орали биками та власними коровами, бо не вистачало коней.
У 1945 році почали повертатися фронтовики та вивезені до Німеччини сільські жителі.
Нелегкими для ожигівчан були голодні 1947–1948 роки. Незважаючи на важкі часи, працювала школа, пологовий будинок, фельдшерський пункт, клуб, бібліотека.
У повоєнний період першим головою сільської ради в Ожигівцях став Іван Салко, а першим головою колгоспу Будний, який пізніше був репресований та реабілітований посмертно.
З часом почали зростати здобутки колгоспу, покращився рівень життя населення, адже люди працювали не тільки від зорі до зорі, а й навіть ночами не покладаючи рук.
В 50-х роках в колгосп почала надходити техніка, засоби захисту рослин та інше.
У 1961 році Ожиговецька артіль ім. Сталіна об'єдналася з Вочковецькою. Об'єдналися і обидві сільські ради. Сільська рада стала називатися Ожиговецькою і центральною садибою колгоспу «Шлях до комунізму» стало село Ожигівці. На той час головою сільської ради був Козак Сава Федорович, а головою колгоспу Дишльовський Яків Петрович, який очолював його до 1975 року.
В 70-ті роки колгосп зміцнів, поліпшився добробут його працівників, жителі села з року в рік справляли новосілля. В Ожигівцях у 1967—1970 роках був побудований сільський будинок культури, магазин, з райцентру прокладено дорогу з твердим покриттям, село електрифікували. У 80-ті та 90-ті роки у колгоспі було збудовано багато нових будівель та споруд, побудовано приміщення школи-дитсадка, два чотириквартирні житлові будинки для спеціалістів.

### Часи незалежності

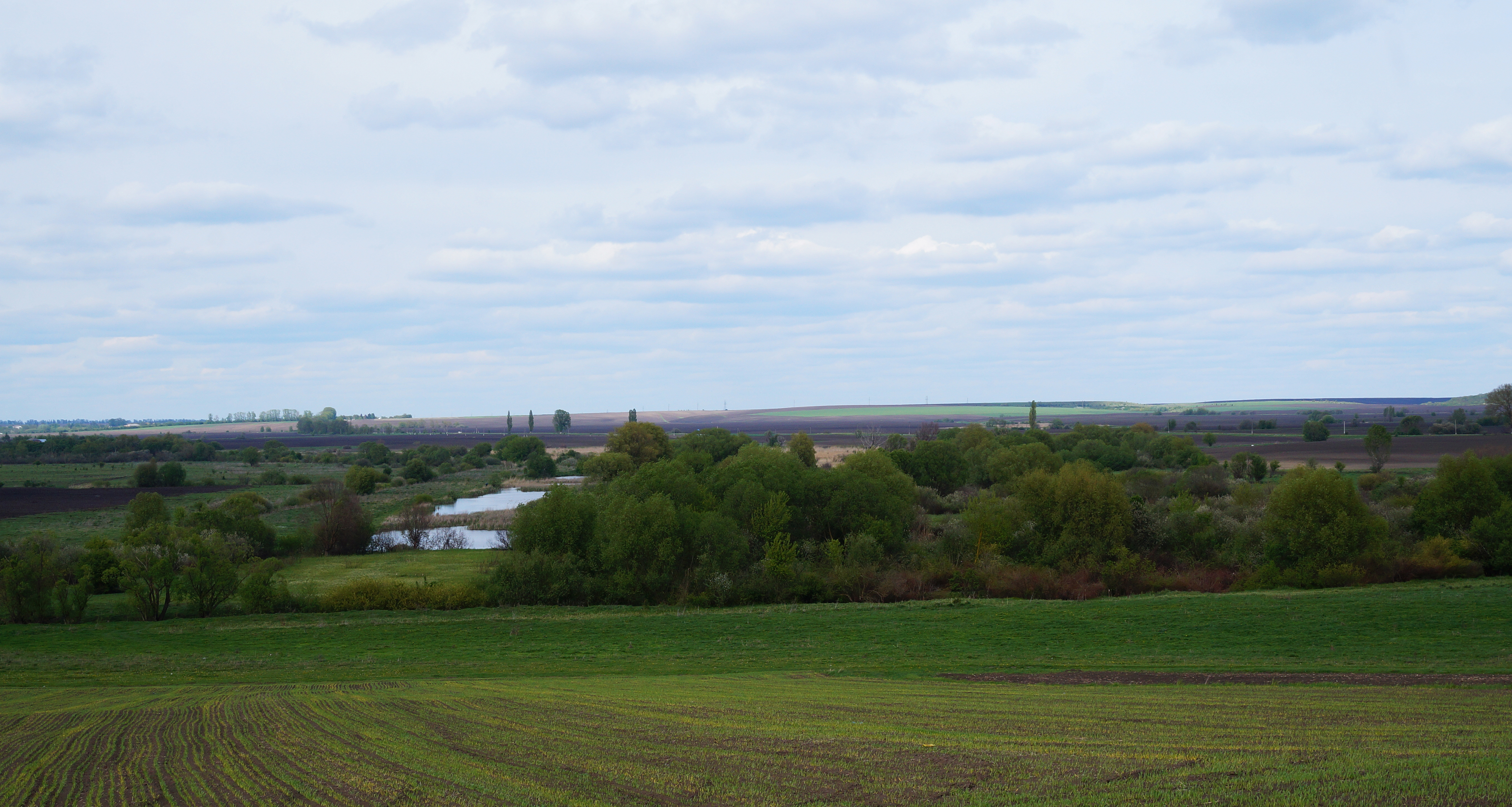
Околиці села

У 1993 році майно і орна земля колгоспу була поділена між двома колгоспами — «Новий шлях» с. Ожигівці та ім. Івана Франка с. Вочківці.
Головою правління першого став Партика Петро Петрович, а другого — Курдибаха Тимофій Станіславович. Сільська рада залишилася єдиною для обох сіл. Сільським головою працює Бура Анатолій Володимирович.
В 1993 році в Ожигівцях колгосп став колективним сільськогосподарським підприємством, яке в 2000 році було реформоване в сільськогосподарський виробничий кооператив «Ожиговецький». Його сільськогосподарські угіддя становлять 1589 га, з них орної землі 1216 га.
У 2003 році відбувся референдум і було роз'єднано Ожиговецьку сільську раду на Ожиговецьку і Вочковецьку. До складу Ожиговецької сільської ради ввійшли села: Ожигівці, Соболівка і Петрівське. А до Вочковецької відійшли села: Вочківці, Вільшани, Петрівщина.
У 2005 році в селі Ожигівці на базі збанкрутілого СВК «Ожиговецький» було створене приватне підприємство «Агромета», директором якого став Лемешко Василь Федорович. Сьогодні в селі діє загальноосвітня школа І-ІІ ступенів, дитячий садок, фельдшерський пункт, бібліотека, будинок культури, буфет, відділення зв'язку, один магазин приватної торгівлі і один магазин від ГВП «Світлана».
Населення, яке проживає на території сільської ради, становило 502 особи.
Площа населеного пункту Ожигівці становить 150 га, Соболівка — 32 га, Петрівське — 66 га.
У травні 2008 року в селі був встановлений пам'ятник жертвам Голодомору 1932—1933 років та політичних репресій.
У 2015 році Ожигівці увійшли до Волочиської ОТГ, Ожиговецьку сільраду ліквідовано. У 2017 році створено Ожиговецький старостинський округ.
12 червня 2020 року, відповідно до розпорядження Кабінету Міністрів України № 727-р «Про визначення адміністративних центрів та затвердження територій територіальних громад Хмельницької області», увійшло до складу Волочиської міської громади.
19 липня 2020 року, в результаті адміністративно-територіальної реформи та ліквідації Волочиського району, увійшло до складу новоутвореного Хмельницького району.
Колишній орган місцевого самоврядування — Ожиговецька сільська рада.